# Вакулич Володимир Володимирович
Володи́мир Володи́мирович Ваку́лич (1988—2014) — старший солдат Збройних сил України, учасник російсько-української війни.

## Життєпис
Народився 1988 року в місті Кривий Ріг (Дніпропетровська область). Проживав в селі Нива Трудова.
Механік-водій, 25-а окрема повітряно-десантна бригада.
17 серпня 2014 загинув під час обстрілу з БМ-21 «Град» в ході пошуково-ударних дій. Тоді ж полягли капітани Ричков Вадим Володимирович та Шевчук Сергій Мирославович; лейтенант Коза Денис Євгенович; лейтенант Гаврюшин Денис Юрійович; старші сержанти Ятченко Сергій Олександрович, Король Віталій Сергійович; молодші сержанти Федчук Сергій Володимирович й Маковей Сергій Олександрович; солдати Приходько Дмитро Вікторович та Єманов Олексій Петрович.
Вдома залишилися батьки.
Похований в селі Нива Трудова (Апостолівський район, Дніпропетровська область).

## Нагороди та вшанування
- 14 листопада 2014 року за особисту мужність і героїзм, виявлені у захисті державного суверенітету та територіальної цілісності України, вірність військовій присязі під час російсько-української війни, відзначений — нагороджений орденом «За мужність III ступеня» (посмертно).
- Його портрет розміщений на меморіалі «Стіна пам'яті полеглих за Україну» у Києві: секція 2, ряд 10, місце 28.
- Вшановується 17 серпня на щоденному ранковому церемоніалі вшанування українських захисників, які загинули цього дня у різні роки внаслідок російської збройної агресії[1]